# Daniel Günther (Volleyballspieler)
Daniel Günther (* 24. Oktober 2005) ist ein deutscher Volleyballspieler.

## Karriere
Günther begann seine Karriere im Nachwuchs des TSV Haching München und wurde am Gymnasium München-Nord ausgebildet. Seit 2019 spielt er für den Verein. 2022 rückte er in die Erstliga-Mannschaft auf, hatte aber auch noch ein Zweitspielrecht für den VCO München. Ebenfalls 2022 nahm der Mittelblocker mit den deutschen Junioren an der U18-Europameisterschaft teil. Mit Haching schied er in der Saison 2022/23 im DVV-Pokal-Achtelfinale aus und schied als Achter der Bundesliga-Hauptrunde im Playoff-Viertelfinale aus. 2023/24 gab es erneut das Achtelfinal-Aus im DVV-Pokal und Haching wurde Elfter in der Bundesliga.